# Partenogeneza
Pártenogéneza (iz grških besed παρθένος parthenos - »devica« in γένεσις genesis - »stvaritev«), tudi jalorodnost ali deviškorodnost, je vrsta nespolnega razmnoževanja, pri katerem pride do razvoja zarodka iz jajčne celice brez oploditve. Tak način se pojavlja pri zelo različnih skupinah organizmov, kot so nižje rastline, členonožci (npr. socialne žuželke, listne uši, ščipalci) in vretenčarji (npr. plazilci in ribe, zelo redko pa tudi ptiči). Pri sesalcih ni dokumentiranega primera partenogeneze.
Pri vrstah, kjer spol določajo kromosomi, so osebki, ki so nastali na ta način, izključno ženskega spola. Kljub odsotnosti hibridizacije pa potomci niso kloni matere, saj se ob nastanku jajčne celice vanjo prenese le polovica materinega genskega zapisa, ki se nato podvoji. Kjer sta pri materi za en gen dva različna alela, sta pri potomcu tako dva enaka.
Kadar se znotraj populacije menjajo partenogenetske in spolne generacije, pravimo temu heterogamija. Tak pojav je znan pri listnih ušeh.